# GP2 Asia Series 2009-2010

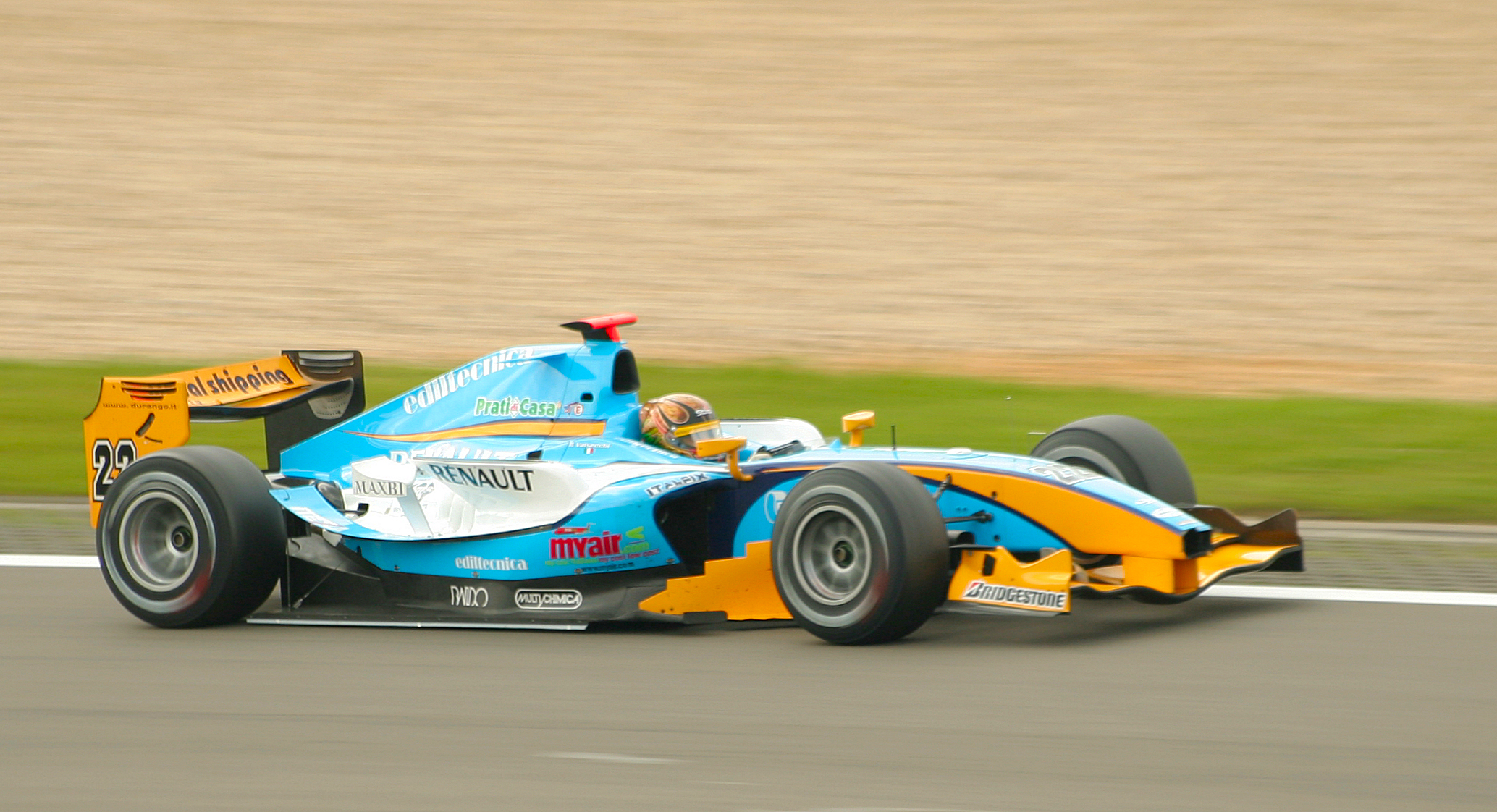
Davide Valsecchi.

La saison 2009-2010 du GP2 Asia Series fut la troisième saison de l'histoire de la déclinaison hivernale et asiatique du GP2 Series. Elle débuta le 31 octobre à Abou Dabi et se termina à Bahreïn le 14 mars. Le championnat ne s'est déroulé que sur deux circuits, Abou Dabi et Bahreïn, et n'a comporté que quatre meetings (huit courses). Le champion fut le pilote italien Davide Valsecchi de l'écurie britannique iSport International.

## Écuries et pilotes
| Écurie                  | #  | Pilote               | Manches |
| ----------------------- | -- | -------------------- | ------- |
| DAMS                    | 1  | Christian Vietoris   | Tous    |
| DAMS                    | 2  | Edoardo Piscopo      | Tous    |
| Piquet GP Rapax Team    | 3  | Vladimir Arabadzhiev | Tous    |
| Piquet GP Rapax Team    | 4  | Daniel Zampieri      | 1-3     |
| Piquet GP Rapax Team    | 4  | Luiz Razia           | 4       |
| Barwa Addax Team        | 5  | Max Chilton          | 1, 3-4  |
| Barwa Addax Team        | 5  | Giedo Van der Garde  | 2       |
| Barwa Addax Team        | 6  | Luiz Razia           | 1       |
| Barwa Addax Team        | 6  | Sergio Pérez         | 2-3     |
| Barwa Addax Team        | 6  | Rodolfo González     | 4       |
| ART Grand Prix          | 7  | Marcus Ericsson      | 1       |
| ART Grand Prix          | 7  | Jules Bianchi        | 2-4     |
| ART Grand Prix          | 8  | Sam Bird             | Tous    |
| Arden International     | 11 | Charles Pic          | Tous    |
| Arden International     | 12 | Rodolfo González     | 1       |
| Arden International     | 12 | Javier Villa         | 2-4     |
| Super Nova Racing       | 14 | James Jakes          | 1       |
| Super Nova Racing       | 14 | Marcus Ericsson      | 2       |
| Super Nova Racing       | 14 | Jake Rosenzweig      | 3-4     |
| Super Nova Racing       | 15 | Josef Král           | Tous    |
| iSport International    | 16 | Oliver Turvey        | Tous    |
| iSport International    | 17 | Davide Valsecchi     | Tous    |
| Trident Racing          | 18 | Johnny Cecotto Jr.   | 1       |
| Trident Racing          | 18 | Dani Clos            | 2, 4    |
| Trident Racing          | 18 | Adrian Zaugg         | 3       |
| Trident Racing          | 19 | Plamen Kralev        | Tous    |
| Qi-Meritus Racing       | 20 | Luca Filippi         | Tous    |
| Qi-Meritus Racing       | 21 | Diego Nunes          | 1       |
| Qi-Meritus Racing       | 21 | Alexander Rossi      | 2-4     |
| Ocean Racing Technology | 22 | Alexander Rossi      | 1       |
| Ocean Racing Technology | 22 | Max Chilton          | 2       |
| Ocean Racing Technology | 22 | Yelmer Buurman       | 3-4     |
| Ocean Racing Technology | 23 | Fabio Leimer         | Tous    |
| Scuderia Coloni         | 24 | Roldán Rodríguez     | 1       |
| Scuderia Coloni         | 24 | Alberto Valerio      | 2       |
| Scuderia Coloni         | 24 | Álvaro Parente       | 3-4     |
| Scuderia Coloni         | 25 | Will Bratt           | Tous    |
| David Price Racing      | 26 | Michael Herck        | Tous    |
| David Price Racing      | 27 | Giacomo Ricci        | Tous    |

## Calendrier
| # | Date         | Circuit   | Vainqueur          | Nationalité | Équipe               |
| 1 | 31 octobre   | Abou Dabi | Davide Valsecchi   | Italie      | iSport International |
| 2 | 1er novembre | Abou Dabi | Christian Vietoris | Allemagne   | DAMS                 |
| 3 | 5 février    | Abou Dabi | Oliver Turvey      | Royaume-Uni | iSport International |
| 4 | 6 février    | Abou Dabi | Davide Valsecchi   | Italie      | iSport International |
| 5 | 26 février   | Barhein   | Davide Valsecchi   | Italie      | iSport International |
| 6 | 27 février   | Barhein   | Charles Pic        | France      | Arden International  |
| 7 | 13 mars      | Barhein   | Luca Filippi       | Italie      | Team Meritus         |
| 8 | 14 mars      | Barhein   | Giacomo Ricci      | Italie      | David Price Racing   |

## Classement
Attribution des points : 
- En Feature Race, seuls les 8 premiers pilotes marquent des points : 10, 8, 6, 5, 4, 3, 2, 1.
- En Sprint Race, seuls les 6 premiers pilotes marquent des points : 6, 5, 4, 3, 2, 1.
- Le pilote qui réalisé le meilleur tour est crédité d'un point en plus.
- Le poleman est, quant à lui, crédité de 2 points.

| Classement | Pilote             | ays                | Équipe                                    | Nombre de points |
| ---------- | ------------------ | ------------------ | ----------------------------------------- | ---------------- |
| 1er        | Davide Valsecchi   | Italie             | iSport International                      | 45               |
| 2e         | Giacomo Ricci      | Italie             | David Price Racing                        | 19               |
| 3e         | Oliver Turvey      | Royaume-Uni        | iSport International                      | 17               |
| 4e         | Luca Filippi       | Italie             | Qi-Meritus Racing                         | 16               |
| 5e         | Javier Villa       | Espagne            | Arden International                       | 16               |
| 6e         | Charles Pic        | France             | Arden International                       | 12               |
| 7e         | Alexander Rossi    | États-Unis         | Qi-Meritus Racing Ocean Racing Technology | 10               |
| 8e         | Christian Vietoris | Allemagne          | DAMS                                      | 9                |
| 9e         | Josef Král         | République tchèque | Super Nova Racing                         | 8                |
| 10e        | Jules Bianchi      | France             | ART Grand Prix                            | 8                |
| 11e        | Michael Herck      | Roumanie           | David Price Racing                        | 7                |
| 12e        | James Jakes        | Royaume-Uni        | Super Nova Racing                         | 6                |
| 13e        | Sergio Pérez       | Mexique            | Barwa Addax Team                          | 5                |
| 14e        | Sam Bird           | Royaume-Uni        | ART Grand Prix                            | 3                |
| 15e        | Johnny Cecotto Jr. | Venezuela          | Trident Racing                            | 3                |
| 16e        | Álvaro Parente     | Portugal           | Scuderia Coloni                           | 3                |
| 17e        | Edoardo Piscopo    | Italie             | DAMS                                      | 2                |
| 18e        | Max Chilton        | Royaume-Uni        | Barwa Addax Team                          | 2                |
| 19e        | Adrian Zaugg       | Afrique du Sud     | Trident Racing                            | 1                |